# Zena Dare
Florence Hariette Zena Dones meglio nota come Zena Dare (Londra, 4 febbraio 1887 – Londra, 11 marzo 1975) è stata un'attrice e cantante inglese.
Era famosa per le sue interpretazioni nelle commedie musicali in stile edoardiano e spettacoli comici nella prima metà del XX secolo.

## Biografia
Era la figlia di Arthur Albert Dones, e di sua moglie, Harriette Amelia Wheeler. Zena era la maggiore di tre figli: la sorella Phyllis (Phyllis Constance Haddie Dones), una nota attrice con lo pseudonimo di Phyllis Dare, e il fratello Jack. Studiò alla Maida Vale High School.

## Carriera
Fece la sua prima apparizione sul palcoscenico nel 1899, all'età di 12 anni, in Babes in the Wood a Londra. Anche sua sorella Phyllis recitò in questa rappresentazione, ed entrambe decisero di adottare il nome d'arte di Dare. Dal 1900, ha recitato in varie pantomime prodotti da F. Wyndham a Edimburgo e Glasgow. 
Nel 1902, Dare venne ingaggiata da Seymour Hicks per la parte di Daisy Maitland in An English Daisy, e il ruolo di protagonista in Cenerentola (1903-1904) al Teatro di Shakespeare a Liverpool. Tornò a Londra per recitare il ruolo di Aurora Brue in Sergeant Brue per la compagnia teatrale di Frank Curzon. Lasciò la compagnia nel mese di settembre 1904 e interpretò il ruolo di Angela in The Catch of the Season al Vaudeville Theatre. Nella stagione nel 1905 recitò in La Bella Addormentata a Bristol. 
Nel 1906, è stata ingaggiata dal produttore George Edwardes a recitare tre ruoli al The Prince of Wales's Theatre a Londra: il ruolo principale in Lady Madcap, The Little Cherub e in The Girl on Stage. Nello stesso anno, ha ripreso il suo ruolo nella produzione itinerante di The Catch of the Season e ha chiuso l'anno nel ruolo di Peter Pan, a Manchester.
Nel 1907 recitò in The Gay Gordons nel ruolo di Victoria Siddons. Ha trascorso il 1908 e l'inizio del 1909 in tour, questa volta nel ruolo principale di Peggy Quainton, e in Sweet and Twenty. Nel marzo del 1909, ha recitato in Papa's Wife. Ha trascorso la maggior parte del 1910 in tour come duca di Richelieu in The Dashing Little Duke.
La produzione di The Dashing Little Duke è stato un disastro finanziario.

## Matrimonio
Mentre recitava in The Catch of the Season, incontrò Maurice Vyner Baliol Brett (1882-1934), secondogenito di Reginald Brett, II visconte Esher. Si sposarono il 23 gennaio 1911 ed ebbero tre figli:
- Angela Mariel Baliol Brett (1911-?), sposò Kenneth Thornton, ebbero due figli;
- Antony Reginald Forbes Baliol Brett (18 giugno 1913-1981), sposò Bay Helen Brownell, ebbero due figli;
- Marie Louise Brett (22 marzo 1916-?), sposò Archibald Cheyne, ebbero due figli.

All'età di 23 anni, al culmine della sua carriera, Dare si ritirò dal teatro. La coppia si trasferì a Chilston, nei pressi di Ascot. Durante la prima guerra mondiale, si arruolò come infermiera volontaria presso l'ospedale americano di Mrs Vanderbilt in Francia.

## Ultimi anni
Nel 1926, Dare interpretò il ruolo di Mrs. Cheyney in The Last of Mrs. Cheyney a Golders Green e poi in tour. Nel 1928, interpretò Kendall Frayne in The Second Man con Noël Coward al Playhouse. A partire dal 1929 assunse la gestione del Haymarket Theatre, dove interpretò Mrs. Fraser in The First Mrs. Fraser. L'anno successivo, ha portato in tournée la The First Mrs. Fraser, e come Femme de Chambre di Other Men's Wives e Clemenza Warlock in Cynara. Durante le stagioni di Natale del 1931 e il 1932, interpretò la signora Darling in Peter Pan al London Palladium. 
Nel 1933, iniziò la sua lunga collaborazione con Ivor Novello. Nel 1934, interpretò Mrs. Sherry in Murder in Mayfair presso il Theatre Royal Drury Lane. Nel 1936, interpretò Phyllida Frame in Careless Rapture. Nel 1938 recitò in Spring Meeting, al Ambassadors Theatre, diretto da John Gielgud. 
Nel 1940, per la prima volta dopo quattro decenni, Zena e Phyllis condivisero il palco in  Full House. Nel 1941 al Globe Theatre, interpretò Lady Caroline in un revival di Dear Brutus. A Natale dello stesso anno, ha ancora una volta interpretato la parte di Mrs. Darling in Peter Pan. Nel 1944, interpretò Elsie in Another Love Story al Phoenix Theatre. Nel 1949, recitò nel musical di Novello King's Rhapsody al Palace Theatre, di nuovo con la sorella Phyllis. Lo spettacolo ha funzionato per due anni, sopravvivendo alla morte di Novello.
Nel 1954, Dare interpretò Julia Ward Mckinlock in Sabrina Fair. Al Teatro Savoia interpretò Edith Billingsley in Double Image e, nello stesso anno al Globe Theatre, interpretò la parte della vedova del pittore fasullo, Isobel Sorodin, in Nude with Violin di Noël Coward. Nel 1960 si ritirò dalle scene. 
Oltre alla sua carriera teatrale, Dare fece diverse apparizioni in televisione e nei film. I suoi film includono i film muti No. 5 John Street (1921), A Knight in London (1929), The Return of Carol Deane (1938) e Over the Moon (1939). Era apparsa anche in diversi film per la televisione in Inghilterra, tra cui: Spring Meeting (1938), Barbie (1955), The Burning Glass (1956) e Un marito ideale (1969). Nel 1963, è stata protagonista di un episodio di This Is Your Life sulla BBC.

## Morte
Morì l'11 marzo 1975 a Londra.